# Chiesa di San Paolo alla Regola

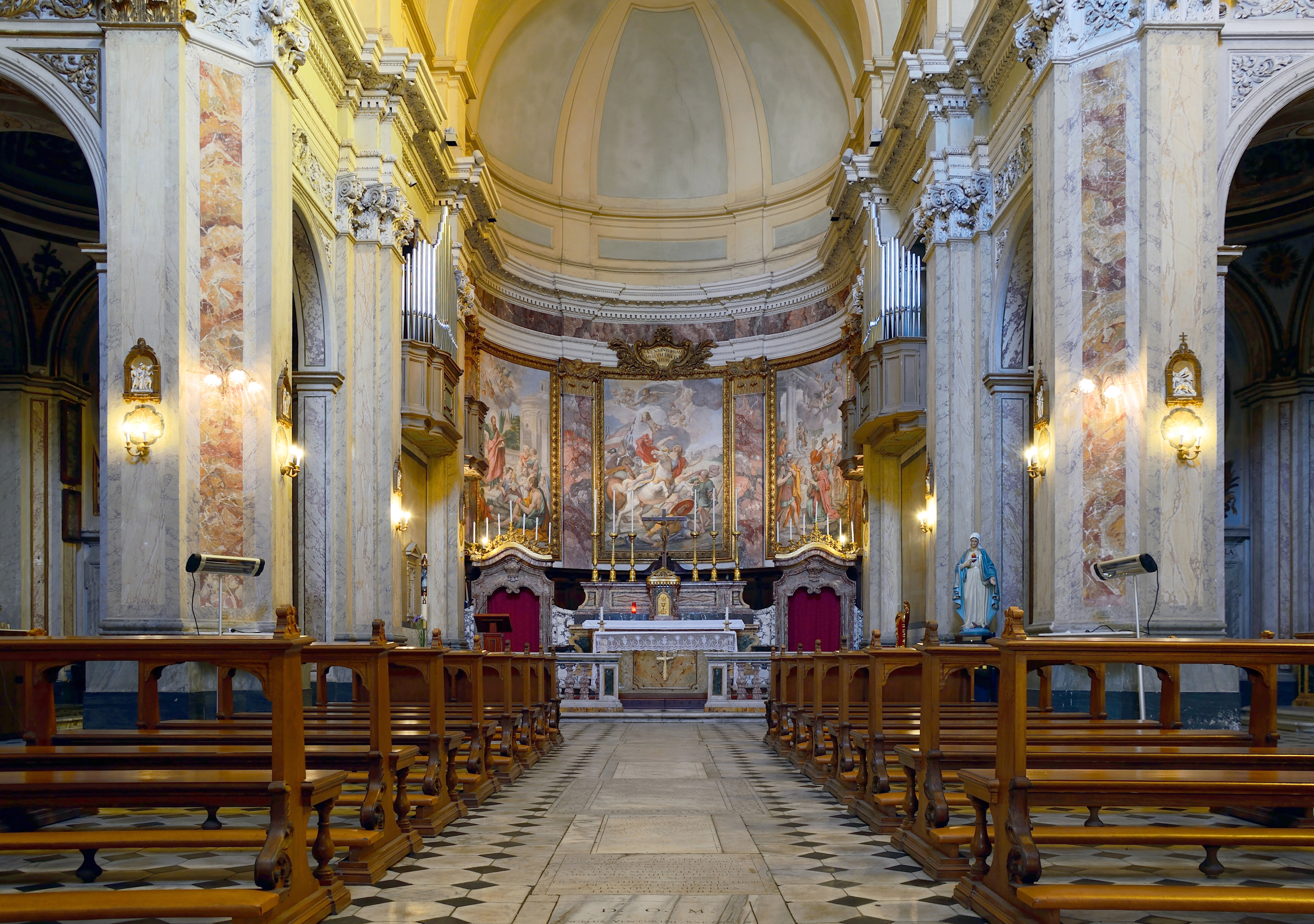
Interno

La chiesa di San Paolo alla Regola è un luogo di culto cattolico del centro storico di Roma, situato sulla piazza omonima nel rione Regola. È rettoria affidata al Terzo Ordine Regolare di San Francesco, e sede della
diaconia omonima.

## Storia
È una chiesa antichissima, la cui origine si riannoda, secondo un'antica tradizione, alla predicazione di Paolo a Roma, perché sorge appunto in un luogo che fu uno degli antichissimi quartieri ebraici della città, dove incominciava, ordinariamente, la predicazione apostolica.
Negli scavi effettuati dal 1978 al 1982 sono emerse murature stratificate che attestano quattro piani di edificazione, con destinazioni d'uso che variarono nel tempo, su un tracciato stradale che è quello conservatosi fino ai nostri giorni. L'utilizzo originario di questo territorio, fin dall'epoca di Augusto, fu a magazzini ed attività connesse alla vita del Tevere, come la fabbricazione di tende e vele, mestiere che era tra quelli esercitati dagli Ebrei stabiliti in questo luogo, e nel quale pare che Paolo fosse esperto.
La memoria della presenza in questo luogo di Paolo, giunto a Roma per appellarsi al giudizio di Cesare - in quanto cittadino romano - dopo la prigionia a Gerusalemme, fu conservata trasformando in oratorio e poi in chiesa nel IV secolo, con papa Silvestro, il luogo in cui egli aveva abitato e scritto alcune delle sue lettere: ai Colossesi, a Filemone, agli Efesini e ai Filippesi. All'interno della chiesa si indica ancora oggi la stanza dell'apostolo trasformata in cappella.
La chiesa, attestata già nel XIII secolo, fu riedificata da Giovanni Battista Bergonzoni alla fine del XVII secolo. Sull'altare maggiore si conserva una lapide del 1096 che apparteneva alla chiesa antica, dedicata a San Cesareo diacono e martire, costruita accanto all'oratorio e poi demolita per fare posto alla nuova chiesa di San Paolo alla Regola, e l'affresco del XIV secolo di una Madonna che allatta, nota come "Madonna delle Grazie".
Nella relazione di una visita del 1566, così si legge:
(M. Armellini, Le chiese di Roma dal secolo IV al XIX, Roma 1891, p. 397)
L'interno si presenta con una pianta a croce greca sormontata da una cupola, con quattro cappelle agli angoli e cupole minori. Annesso alla chiesa vi è l'Oratorio di San Giacomo, sede dell'università dei Cappellari.
L'attiguo convento, oggi sede di una comunità del Sodalizio di Vita Cristiana, è ciò che resta del Collegium Siculum Divi Paoli Apostoli Tertii Ordinis S. Francisci, noviziato romano del Terzo Ordine Regolare di San Francesco. Fu costruito tra il 1740 ed il 1750 dagli Agostiniani Scalzi.